# Aeroportul Internațional Sphinx
Aeroportul Internațional Sphinx (IATA: SPX, ICAO: HESX) este un aeroport din Egipt ce deservește zona Giza. Aeroportul a fost tranzitat în decembrie 2022 de 3.200 de pasageri. A fost numit după Marele Sfinx de la Giza.
Situat la o altitudine de 180 m, aeroportul dispune de 1 pistă. Este operat de Egyptian Airports Company⁠(d).

## Infrastructură

### Piste
Aeroportul dispune de o singură pistă. Pista 16R/34L are suprafața de asfalt. 